# Dutch Open 1973

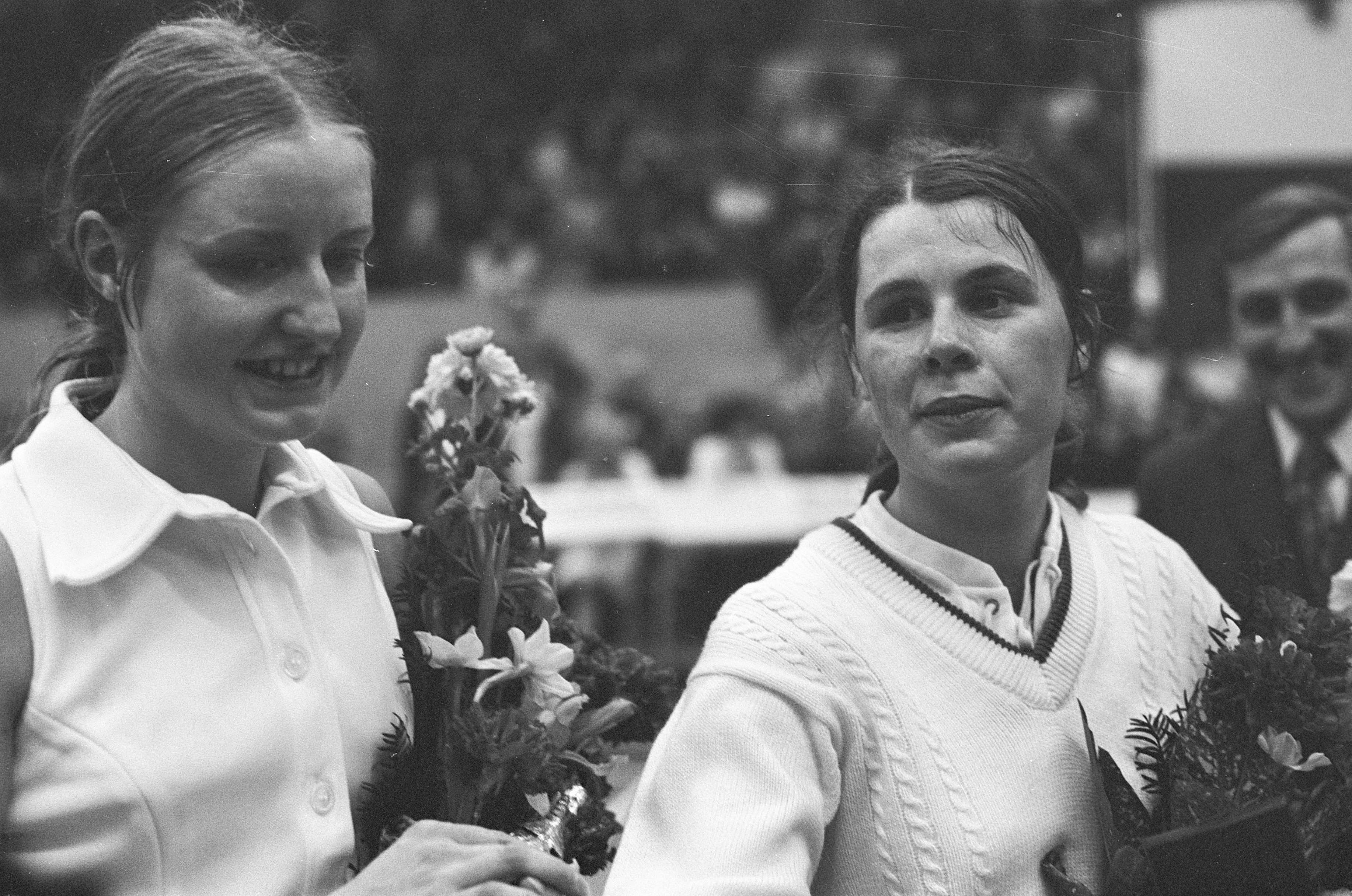
Gillian Gilks und Joke van Beusekom bei den Dutch Open 1973

Die Dutch Open 1973 im Badminton fanden vom 10. bis zum 11. Februar 1973 in Beverwijk statt.

## Sieger und Platzierte
| Disziplin    | Gold                         | Silber                           | Bronze                           |
| ------------ | ---------------------------- | -------------------------------- | -------------------------------- |
| Herreneinzel | Sture Johnsson               | Wolfgang Bochow                  | Svend Pri                        |
| Herreneinzel | Sture Johnsson               | Wolfgang Bochow                  | Elo Hansen                       |
| Dameneinzel  | Gillian Gilks                | Joke van Beusekom                | Eva Twedberg                     |
| Dameneinzel  | Gillian Gilks                | Joke van Beusekom                | Imre Rietveld                    |
| Herrendoppel | David Eddy Eddy Sutton       | Derek Talbot Elliot Stuart       | Thomas Kihlström Bengt Fröman    |
| Herrendoppel | David Eddy Eddy Sutton       | Derek Talbot Elliot Stuart       | Svend Pri Elo Hansen             |
| Damendoppel  | Gillian Gilks Bridget Cooper | Joke van Beusekom Marjan Luesken | Irmgard Gerlatzka Gudrun Ziebold |
| Damendoppel  | Gillian Gilks Bridget Cooper | Joke van Beusekom Marjan Luesken | Karin Kucki Vera Martini         |
| Mixed        | Derek Talbot Gillian Gilks   | Elliot Stuart Nora Gardner       | David Eddy Eva Twedberg          |
| Mixed        | Derek Talbot Gillian Gilks   | Elliot Stuart Nora Gardner       | Ray Stevens Barbara Giles        |

## Finalresultate
| Disziplin    | Sieger                       | Finalist                         | Ergebnis          |
| ------------ | ---------------------------- | -------------------------------- | ----------------- |
| Herreneinzel | Sture Johnsson               | Wolfgang Bochow                  | 15–6, 8–15, 15–6  |
| Dameneinzel  | Gillian Gilks                | Joke van Beusekom                | 11–2, 12–11       |
| Herrendoppel | David Eddy Eddy Sutton       | Derek Talbot Elliot Stuart       | 15–12, 18–15      |
| Damendoppel  | Gillian Gilks Bridget Cooper | Joke van Beusekom Marjan Luesken | 15–8, 15–6        |
| Mixed        | Derek Talbot Gillian Gilks   | Elliot Stuart Nora Gardner       | 13–15, 15–6, 15–5 |